# Xã Burrton, Quận Harvey, Kansas
Xã Burrton (tiếng Anh: Burrton Township) là một xã thuộc quận Harvey, tiểu bang Kansas, Hoa Kỳ. Năm 2010, dân số của xã này là 1.080 người.